# Miroslav Pauřík
Miroslav Pauřík (8. srpna 1950 Kněžpole – 11. února 2024) byl český fotbalový obránce a reprezentant Československa.

## Fotbalová kariéra
Za československou reprezentaci odehrál roku 1977 čtyři utkání, jednou startoval v reprezentačním B-mužstvu. V lize odehrál 232 utkání a dal 3 góly. Hrál za TŽ Třinec (1974–1976) a Slavii Praha (1976–1983). V Poháru UEFA nastoupil ve 4 utkáních.

## Prvoligová bilance
| Ročník          | Zápasy | Góly | Minuty | Klub                |
| --------------- | ------ | ---- | ------ | ------------------- |
| I. liga 1974/75 | 27     | 1    | –      | TJ TŽ Třinec        |
| I. liga 1975/76 | 26     | 0    | –      | TJ TŽ Třinec        |
| I. liga 1976/77 | 30     | 0    | –      | TJ Slavia IPS Praha |
| I. liga 1977/78 | 26     | 0    | –      | TJ Slavia IPS Praha |
| I. liga 1978/79 | 20     | 0    | –      | SK Slavia IPS Praha |
| I. liga 1979/80 | 26     | 1    | –      | SK Slavia IPS Praha |
| I. liga 1980/81 | 25     | 0    | –      | SK Slavia IPS Praha |
| I. liga 1981/82 | 27     | 0    | –      | SK Slavia IPS Praha |
| I. liga 1982/83 | 25     | 2    | –      | SK Slavia IPS Praha |
| CELKEM I. LIGA  | 232    | 3    | –      |                     |